# 조니 찌 응우옌
조니 찌 응우옌(베트남어: Johnny Trí Nguyễn, 1974년 2월 16일 ~ )은 베트남계 미국인 스턴트 배우이다. 《옹박 - 두 번째 미션》 등에 출연했다. 베트남에서 태어나 어릴 적 미국으로 이민했다.

## 영화
- 좋은 놈, 나쁜 놈, 불쌍한 놈 (2014년)
- 7 아움 아리부 (2011년) - 동 리 역
- 신호소자 (2009년) - 레벨 리더 역
- 표류 (2009년)
- 클래쉬 (2009년) - 쿠안 역
- 사이공 이클립스 (2007년)
- 더 레블 - 영웅의 피 (2006년) - 청 역
- 디먼 헌터 (2005년) - 가드 #5 역
- 슬레지: 디 언톨드 스토리 (2005년)
- 하우스 오브 더 데드 2 (2005년) - 브랙스턴 역
- 옹박 - 두번째 미션 (2005년) - 자니 역
- 엘라 인챈티드 (2004년)
- 크레이들 투 그레이브 (2003년)
- 마스터 오브 디즈가이즈 (2002년)